# J. League
Die J. League (Eigenschreibweise ohne Leerstelle: J.League; voller Name Japan Professional Football League (jap. 日本プロサッカーリーグ Nippon Puro Sakkā Rīgu)) ist eine professionelle Fußball-Liga in Japan. Sie wurde 1992 gegründet und ersetzte die Japan Soccer League als höchste Liga des japanischen Fußballs. In der Saison 1993 wurde die erste Meisterschaft mit zehn Mannschaften ausgetragen; 2023 umfasst die Liga insgesamt 60 Vereine, die in drei Divisionen organisiert sind. Die oberste Spielklasse J1 League ist eine der erfolgreichsten Ligen des asiatischen Fußballs. Aktueller Titelsponsor aller drei Divisionen ist der Lebensversicherungskonzern Meiji Yasuda.

## Geschichte

### Vor der Gründung
Vor Gründung der J. League war die aus reinen Firmen-Amateurmannschaften bestehende Japan Soccer League die höchste Spielklasse des japanischen Fußballs. Nach gutem Zuschauerzuspruch während der späten 1960er und frühen 1970er Jahre bedingt durch die Bronzemedaille der japanischen Nationalmannschaft bei den Olympischen Spielen 1968 ging das öffentliche Interesse in den 1980er Jahren zurück. Insbesondere die nicht mehr zeitgemäßen Stadien in Verbindung mit dem schlechten Abschneiden der Nationalmannschaft in diesem Zeitraum trugen zum Niedergang bei. Um diesen entgegenzuwirken und das allgemeine Niveau des japanischen Fußballs zu heben, beschloss der japanische Verband die Gründung einer professionellen Liga.
Insgesamt zehn Mannschaften fungierten im Jahr 1992 als Gründungsmitglieder. Acht davon (ANA Club, JR Furukawa, Matsushita Electric, Mazda, Mitsubishi Motors, Nissan Motors, Toyota Motor und Yomiuri SC) wurden nach Ende der Spielzeit 1991/92 aus der ersten Division der Japan Soccer League übernommen, hinzu kam Sumitomo aus der zweiten JSL-Division sowie Shimizu S-Pulse, welche eigens für die neue Profiliga gegründet wurden. Die übrigen Vereine der JSL gingen in der ebenfalls neugegründeten semi-professionellen Japan Football League auf. Um den neuen Mitglieder der J. League eine gute Vorbereitung auf die erste Saison 1993 zu ermöglichen, wurde ein Ligapokal-Wettbewerb in der zweiten Hälfte des Jahrs 1992 ausgespielt.
Vor dem Saisonstart änderten alle Firmenteams ihre Namen im Stile der amerikanischen Profiligen NFL, NBA, NHL oder MLB unter Zuhilfenahme von zumeist der italienischen oder spanischen Sprache entlehnten Worten, um die Mannschaften zu „europäisieren“. Das erste offizielle Punktspiel fand am 15. Mai 1993 im Olympiastadion Tokio zwischen Verdy Kawasaki und den Yokohama Marinos statt.

### 1993 bis 1998
Die erste Saison wurde nicht zuletzt dank der hohen Medienpräsenz ein großer Erfolg. Zusätzliche Anreize schafften die Verpflichtung von altgedienten Stars aus den europäischen Ligen. Konsequent expandierte die Liga daraufhin in jedem Jahr bis 1998 gemäß dem eigenen Hundertjahresplan um jeweils ein bis zwei Mannschaften. Leider konnte die gute sportliche Entwicklung jedoch nicht mit der finanziellen Lage mithalten. Nach einer Hochphase in den ersten drei Jahren sank zu Beginn der Saison 1996 das Publikumsinteresse rapide ab. Die Folge waren spürbare finanzielle Einbußen der zwar formell unabhängigen, jedoch immer noch stark auf Zuschüsse aus den ehemaligen Trägerbetrieben angewiesenen Vereine. Darüber hinaus schmälerte eine parallel stattfindende Rezession die Liquidität der Unternehmen, was die Finanzprobleme noch einmal verschärfte.
Der entscheidende Einschnitt kam im Jahre 1998, als der Zenekon Satō Kogyō, einer der beiden Sponsoren der Yokohama Flügels, bekannt gab, aufgrund der wirtschaftlichen Probleme des Unternehmens den Verein nicht weiter unterstützen zu können. All Nippon Airways war nicht in der Lage, die Finanzierung der Flügels alleine zu stemmen; erst ein Treffen mit Nissan, Geldgeber der Stadtrivalen Yokohama Marinos, führte zu einer Auflösung der Situation, die mit der Fusion beider Mannschaften endete. Diese Kette von Ereignissen machte den Verantwortlichen in der Ligaführung klar, dass dringend etwas passieren musste, um ein finanzielles Ausbluten der Liga zu verhindern.

### 1999 bis 2012
Das Jahr 1999 stellt eine erste Zäsur in der Geschichte der J. League dar. Auf sportlicher Ebene gab es zwei Veränderungen. Zuerst wurde mit Beginn dieser Spielzeit erstmals eine Division 2 ausgespielt, an der die am Profistatus interessierten Vereine der Japan Football League teilnahmen. Dies erhöhte die Anzahl der Ligamitglieder mit einem Schlag von 17 (die nach der Fusion in Yokohama übrig geblieben waren) auf 26 Teams, zehn davon wurden in die neue Spielklasse eingegliedert. Folgerichtig wurde auch ein Auf- und Abstiegsmechanismus zwischen den beiden Divisionen implementiert; zunächst wechselten jeweils zwei Mannschaften aus jeder Division nach Ende einer Spielzeit die Spielklasse. Weiterhin entschied man sich zur schrittweisen Abschaffung der bis dahin üblichen Bestimmung eines Siegers in jedem Spiel, denn bisher wurde eine Partie bei Gleichstand nach 90 Minuten zunächst im Zweifelsfall durch Verlängerung mit Golden Goal oder Elfmeterschießen entschieden. Zu Beginn der Saison 1999 wurde in beiden Division das Elfmeterschießen abgeschafft und durch ein „echtes“ Unentschieden ersetzt; die Durchführung einer Verlängerung entfiel dann ab 2002 in der Division 2 und ein Jahr später in der Division 1.
Auf finanzieller und administrativer Ebene gab es ebenfalls einschneidende Änderungen. Mit dem Ziel, die Vereine noch viel stärker als bislang in den Heimatstädten und deren Umgebung zu verwurzeln, nahm die Ligaleitung die Vereine in die Verantwortung, auf lokaler Ebene Werbung für den Fußball, aber auch andere Sportaktivitäten zu machen. Damit sollen die Mannschaften interessant für die Heimatstadt, ihre Bevölkerung und lokal ansässige Firmen als Sponsoren werden. Gleichzeitig wurden die Kriterien, die bisher für die Aufnahme in die J. League notwendig waren, signifikant gelockert. Mit dieser Anpassung war mittelfristig die weitere Expansion der Liga gesichert, denn nun konnten auch Mannschaften aus kleineren Städten die Aufnahme in die Division 2 bewerkstelligen, ohne sich dafür überschulden zu müssen. Als Folge nahm auch die Anzahl der Mannschaften nach kurzer Stagnation bei 28 während der ersten Hälfte des neuen Jahrzehnts weiter zu. Zu Beginn der Saison 2005 konnte die Ligaleitung das 30. Mitglied begrüßen, gleichzeitig wurde die Division 1 von sechzehn auf achtzehn Vereine aufgestockt.
Anfang 2006 initiierte die Liga eine Umfrage, um das allgemeine Interesse der Vereine an einem Beitritt festzustellen. Aufgrund des außerordentlich positiven Feedbacks – etwa 40 bis 60 Vereine konnten sich den Eintritt innerhalb der nächsten 30 Jahre vorstellen – erfolgte daraufhin die Gründung eines Komitees, die die weiteren Möglichkeiten zur Erweiterung prüfen sollte. Zur Wahl standen hierbei die Erweiterung der Division 2 auf 22 Vereine oder die Einführung einer dritten Division. Schließlich fiel die Entscheidung zugunsten der Erweiterung nicht zuletzt aufgrund der Tatsache, dass die meisten der beitrittswilligen Vereine noch in den Regionalligen Japans oder in den Präfekturligen und somit noch zwei bis vier Ligen unter der Division 2 angesiedelt waren.
Das Komitee entschied sich daher zusätzlich zur Einführung eines Außerordentlichen-Mitglieder-Systems zur Saison 2006. Beitrittswillige Vereine konnten sich hierfür bei der Liga bewerben; die Mitgliedschaft wurde jedoch nur Vereinen zugesprochen, die bereits einen Großteil der wirtschaftlichen Voraussetzungen des Aufstiegs in die J2 erfüllten. Maßgebliches Kriterium für die Zulassung zur Division 2 blieb aber nach wie vor die sportliche Qualifikation, als Mindestanforderung wurde hierbei eine Platzierung unter den besten vier Vereinen am Ende einer Saison festgelegt. Erster Nutznießer des neuen Systems war der Ehime FC, ihm folgten bis zum Erreichen der festgelegten Obergrenze von 22 Vereinen in der Division 2 im Jahr 2012 noch zehn weitere Vereine.
Während des gesamten Wachstumszeitraumes der Division 2 gab es unterdessen in der Verzahnung mit der Division 1 nur wenige Änderungen. Zwischen 2004 und 2008 kamen Relegationsspiele zwischen dem Sechzehnten der Division 1 und dem Dritten der Division 2 zur Austragung, zwei Mannschaften stiegen direkt auf bzw. ab. Nach Erreichen einer Staffelstärke von 18 Mannschaften in der Division 2 änderte sich die Anzahl der direkt ausgetauschten Teams ab 2009 pro Saison auf drei. In der Saison 2012 wurde schließlich der dritte Aufsteiger aus der Division 2 erstmals nach englischem Vorbild in einem Playoff der Mannschaften auf den Plätzen 3 bis 6 ermittelt.

### 2013 bis heute
Das System der außerordentlichen Mitgliedschaft stellte sich als sehr effektiv heraus, sodass die J. League mit Erreichen der Kapazitätsgrenze der Division 2 zu Beginn der Saison 2012 vor einem neuen Dilemma stand. In der Zwischenzeit hatte sich nämlich in der Japan Football League trotz eines jährlichen Aufstiegs von ein bis drei Mannschaften die Zahl der außerordentlichen Mitglieder ebenfalls kontinuierlich vermehrt, zuletzt befanden sich in der Saison 2012 im achtzehn Vereine starken Teilnehmerfeld zehn Teams mit diesem Status. Für eine Saison versuchte man daher, das Problem mit einer Auf- und Abstiegsregelung zwischen der Division 2 und der JFL zu lösen, aber es zeigte sich schnell, dass dies keine dauerhafte Lösung sein konnte.
Anfang 2013 wurde daher der Plan von einer dritten Profiliga neu aufgegriffen. Erste Planungen sahen für diese eine Staffelstärke von zehn Mannschaften vor, diese wurde jedoch schließlich im Juli 2013 auf zwölf Mannschaften erweitert. Um für die Premierensaison berücksichtigt zu werden, mussten an der Teilnahme interessierte Vereine entweder bereits den Status eines außerordentlichen Mitglieds besitzen oder aber bis zum 30. Juni 2013 einen Aufnahmeantrag gestellt haben. Im letztgenannten Fall prüfte dann das J. League Council, ob der jeweilige Verein die Voraussetzungen zur Teilnahme erfüllte. Letztlich wurden elf Vereine im November 2013 als Teilnehmer der J3 League genannten Division in die J. League aufgenommen; das Teilnehmerfeld wurde mit einem U-22-Auswahlteam, das mit Blick auf die Olympischen Spiele 2016 gegründet worden war, komplettiert. Wie bei der Gründung der Division 2 fünfzehn Jahre zuvor waren die wirtschaftlichen Kriterien der J3 League weniger streng, was den Zutritt von interessierten Vereinen erleichtern sollte.
Seit Gründung der J3 League konnten bislang sieben weitere Vereine aus der Japan Football League aufgenommen werden. Kriterien für eine Zulassung sind hierbei nach wie vor der Besitz der außerordentlichen Mitgliedschaft, die nun J. League-Hundertjahrplan-Verein genannt wird, sowie das Erreichen einer der ersten vier Plätze am Ende einer JFL-Saison. In der Saison 2022 spielen acht Hundertjahrplan-Vereine in der sechzehn Mannschaften starken Japan Football League, sechs weitere sind in den Regionalligen angesiedelt.

## Vereine

### Vollmitglieder
Nachstehend sind alle vollen Mitglieder der J. League im Jahr 2023 aufgeführt.
| Region        | Name des Vereins           | Liga | Präfektur / Heimatort(e) (Heimstadion) | Vollmitglied seit | Außerordentliches Mitglied seit |
| ------------- | -------------------------- | ---- | --- | ----------------- | ------------------------------- |
| Hokkaidō      | Hokkaido Consadole Sapporo | J1   | Hokkaidō / Großraum Sapporo (Sapporo Dome) | 1998              | 1996                            |
| Tōhoku        | Vanraure Hachinohe         | J3   | Präfektur Aomori / Hachinohe, Towada, Gonohe, Sannohe, Takko, Hashikami, Minabe, Nizato, Oirase, Misawa, Shichinohe, Rokurnohe, Tōhoku, Noheji, Yokohama, Rokkasho (Daihatsu Stadium) | 2018              | 2013                            |
| Tōhoku        | Grulla Morioka             | J2   | Präfektur Iwate / Morioka und alle weiteren Orte der Präfektur (Iwate Bank Stadium) | 2014              | 2013                            |
| Tōhoku        | Vegalta Sendai             | J2   | Präfektur Miyagi / Sendai (Yurtec Stadium Sendai) | 1999              | 1996                            |
| Tōhoku        | Blaublitz Akita            | J2   | Präfektur Akita / Akita, Yurihonjō, Nikaho, Oga, Katagami und Umland (Soyu Stadium) | 2014              | 2013                            |
| Tōhoku        | Montedio Yamagata          | J2   | Präfektur Yamagata / Yamagata, Tendō, Tsuruoka und Umland (ND Soft Stadium Yamagata) | 1999              |                                 |
| Tōhoku        | Fukushima United FC        | J3   | Präfektur Fukushima / Fukushima, Aizu-Wakamatsu und Umland (Toho Stadium) | 2014              | 2013                            |
| Tōhoku        | Iwaki FC                   | J3   | Präfektur Fukushima / Iwaki, Hirono, Naraha, Tomioka, Kawauchi, Ōkuma, Futaba, Namie, Katsurao und Umland (J-Village Stadium) | 2022              | 2020                            |
| Kantō         | Kashima Antlers            | J1   | Präfektur Ibaraki / Kashima, Kamisu, Itako, Hokota, Namegata (Kashima Soccer Stadium) | 1991              |                                 |
| Kantō         | Mito Hollyhock             | J2   | Präfektur Ibaraki / Mito, Hitachinaka, Kasama, Naka, Omitama, Ibaraki, Shirosato, Ōarai, Tōkai (K's Denki Stadium Mito) | 2000              |                                 |
| Kantō         | Tochigi SC                 | J2   | Präfektur Tochigi / Utsunomiya (Tochigi Green Stadium) | 2009              | 2007                            |
| Kantō         | Thespakusatsu Gunma        | J2   | Präfektur Gunma / Kusatsu, Maebashi und Umland (Shodashoyu Stadium Gunma) | 2005              |                                 |
| Kantō         | Urawa Red Diamonds         | J1   | Präfektur Saitama / Saitama (Saitama Stadium 2002) | 1991              |                                 |
| Kantō         | Ōmiya Ardija               | J2   | Präfektur Saitama / Saitama (NACK5 Stadium Ōmiya) | 1999              |                                 |
| Kantō         | JEF United Ichihara Chiba  | J2   | Präfektur Chiba / Chiba, Ichihara (Fukuda Denshi Arena) | 1991              |                                 |
| Kantō         | Kashiwa Reysol             | J1   | Präfektur Chiba / Kashiwa (Hitachi Kashiwa Soccer Stadium) | 1995              | 1992                            |
| Kantō         | FC Tokyo                   | J1   | Präfektur Tokio / Tokio (Ajinomoto Stadium) | 1999              |                                 |
| Kantō         | Tokyo Verdy                | J2   | Präfektur Tokio / Tokio (Ajinomoto Stadium) | 1991              |                                 |
| Kantō         | FC Machida Zelvia          | J2   | Präfektur Tokio / Machida (Machida Municipal Athletic Stadium) | 2012              | 2009                            |
| Kantō         | Kawasaki Frontale          | J1   | Präfektur Kanagawa / Kawasaki (Todoroki Athletics Stadium) | 1999              | 1997                            |
| Kantō         | Yokohama F. Marinos        | J1   | Präfektur Kanagawa / Yokohama, Yokosuka, Yamato (Nissan Stadium、NHK Spring Mitsuzawa Football Stadium) | 1991              |                                 |
| Kantō         | Yokohama FC                | J2   | Präfektur Kanagawa / Yokohama (NHK Spring Mitsuzawa Football Stadium) | 2001              |                                 |
| Kantō         | YSCC Yokohama              | J3   | Präfektur Kanagawa / Yokohama (NHK Spring Mitsuzawa Football Stadium) | 2014              | 2013                            |
| Kantō         | SC Sagamihara              | J3   | Präfektur Kanagawa / Sagamihara, Ebina, Zama, Ayase, Aikawa (Gion Stadium) | 2014              | 2010                            |
| Kantō         | Shonan Bellmare            | J1   | Präfektur Kanagawa / Atsugi, Isehara, Odawara, Chigasaki, Hadano, Hiratsuka, Fujisawa, Ōiso, Samukawa, Ninomiya, Kamakura, Minamiashigara, Ōi, Kaisei, Nakai, Hakone, Matsuda, Manazuru. Yamakita, Yugawara (Shonan BMW Stadium Hiratsuka)                                                                                | 1994              | 1992                            |
| Kantō         | Ventforet Kofu             | J2   | Präfektur Yamanashi / Kōfu, Nirasaki und Umland (Yamanashi Chūō Bank Stadium) | 1999              |                                 |
| Hokushin'etsu | AC Nagano Parceiro         | J3   | Präfektur Nagano / Nagano, Suzaka, Nakano, Iiyama, Chikuma, Sakaki, Obuse, Takayama, Yamanouchi, Kijimadaira, Nozawa Onsen, Shinano, Iizuna, Ogawa, Sakae, Saku (Nagano U Stadium) | 2014              | 2012                            |
| Hokushin'etsu | Matsumoto Yamaga FC        | J3   | Präfektur Nagano / Matsumoto, Azumino, Yamagata, Shiojiri, Ōmachi, Ikeda, Ikusaka, Minowa, Asahi (Matsumotodaira Park Stadium Alwin) | 2012              | 2010                            |
| Hokushin'etsu | Albirex Niigata            | J2   | Präfektur Niigata / Niigata, Seirō, Nagaoka, Sanjō, Kashiwazaki, Shibata, Ojiya, Kamo, Tōkamachi, Mitsuke, Murakami, Tsubame, Itoigawa, Myōkō, Gosen, Jōetsu, Agano, Sado, Uonuma, Minamiuonuma, Tainai, Yahiko, Tagami Aga, Izumozaki, Yuzawa, Tsunan, Kariwa, Sekikawa, Awashimaura und Umland (Denka Big Swan Stadium) | 1999              |                                 |
| Hokushin'etsu | Kataller Toyama            | J3   | Präfektur Toyama / Toyama und Umland (Toyama Athletic Stadium) | 2009              | 2008                            |
| Hokushin'etsu | Zweigen Kanazawa           | J2   | Präfektur Ishikawa / Kanazawa, Nonoichi, Kahoku, Tsubata, Uchinada und Umland (Leichtathletikstadion Ishikawa) | 2014              | 2013                            |
| Tōkai         | Shimizu S-Pulse            | J1   | Präfektur Shizuoka / Shizuoka (IAI Stadium Nihondaira) | 1991              |                                 |
| Tōkai         | Júbilo Iwata               | J1   | Präfektur Shizuoka / Iwata (Yamaha Stadium) | 1994              | 1992                            |
| Tōkai         | Fujieda MYFC               | J3   | Präfektur Shizuoka / Fujieda, Shimada, Yaizu, Makinohara, Yoshida, Kawane-honchō (Fujieda Soccer Stadium) | 2014              | 2013                            |
| Tōkai         | azul claro Numazu          | J3   | Präfektur Shizuoka / Numazu (Ashitaka Athletic Stadium) | 2017              | 2013                            |
| Tōkai         | Nagoya Grampus             | J1   | Präfektur Aichi / Nagoya, Toyota, Miyoshi und Umland (Paloma Mizuho Stadium, Toyota Stadium) | 1991              |                                 |
| Tōkai         | FC Gifu                    | J3   | Präfektur Gifu / Gifu und Umland (Gifu Nagaragawa Stadium) | 2008              | 2007                            |
| Kansai        | Kyōto Sanga                | J1   | Präfektur Kyōto / Kyōto, Uji, Jōyō, Kyōtanabe, Mukō, Nagaokakyō, Kizugawa, Kameoka, Nantan, Kyōtamba, Fukuchiyama, Maizuru, Ayabe, Yawata (Nishikyōgoku-Leichtathletikstadion) | 1996              | 1994                            |
| Kansai        | Gamba Osaka                | J1   | Präfektur Osaka / Suita, Ibaraki, Takatsuki, Toyonaka, Ikeda, Settsu, Minō (Suita City Football Stadium) | 1991              |                                 |
| Kansai        | Cerezo Osaka               | J1   | Präfektur Osaka / Osaka, Sakai (Kinchō Stadium、Yanmar Stadium Nagai) | 1995              | 1993                            |
| Kansai        | Nara Club                  | J3   | Präfektur Nara / Nara und Umland (Leichtathletikstadion Konoike) | 2023              | 2014                            |
| Kansai        | FC Osaka                   | J3   | Präfektur Osaka / Higashiōsaka (Nebenplatz des Kintetsu-Hanazono-Rugbystadions) | 2023              | 2019                            |
| Kansai        | Vissel Kōbe                | J1   | Präfektur Hyōgo / Kōbe (Noevir Stadium Kobe) | 1997              | 1995                            |
| Chūgoku       | Gainare Tottori            | J3   | Präfektur Tottori / Tottori, Kurayoshi, Yonago, Sakaiminato und Umland (Tottori Bank Bird Stadium) | 2011              | 2007                            |
| Chūgoku       | Fagiano Okayama            | J2   | Präfektur Okayama / Okayama, Kurashiki, Tsuyama und Umland (City Light Stadium) | 2009              | 2007                            |
| Chūgoku       | Sanfrecce Hiroshima        | J1   | Präfektur Hiroshima / Hiroshima (Edion Stadium Hiroshima) | 1991              |                                 |
| Chūgoku       | Renofa Yamaguchi FC        | J2   | Präfektur Yamaguchi / Yamaguchi und alle weiteren Städte der Präfektur (Ishin Memorial Park Stadium) | 2015              | 2013                            |
| Shikoku       | Tokushima Vortis           | J2   | Präfektur Tokushima / Tokushima, Naruto, Mima, Matsushige, Itano, Aizumi, Kitajima und Umland (Pocarisweat Stadium) | 2005              |                                 |
| Shikoku       | Kamatamare Sanuki          | J3   | Präfektur Kagawa / Takamatsu, Marugame und Umland (Pikara Stadium) | 2014              | 2011                            |
| Shikoku       | Ehime FC                   | J3   | Präfektur Ehime / Matsuyama und Umland (Ningineer Stadium) | 2006              |                                 |
| Shikoku       | FC Imabari                 | J3   | Präfektur Ehime / Imabari (Arigato Yume Service Stadium) | 2020              | 2016                            |
| Kyūshū        | Avispa Fukuoka             | J1   | Präfektur Fukuoka / Fukuoka (Level-5 Stadium) | 1996              | 1995                            |
| Kyūshū        | Giravanz Kitakyūshū        | J3   | Präfektur Fukuoka / Kitakyūshū (Mikuni World Stadium Kitakyūshū) | 2010              | 2008                            |
| Kyūshū        | Sagan Tosu                 | J1   | Präfektur Saga / Tosu (Best Amenity Stadium) | 1999              |                                 |
| Kyūshū        | V-Varen Nagasaki           | J2   | Präfektur Nagasaki / Nagasaki, Isahaya und Umland (transcosmos Stadium Nagasaki) | 2013              | 2009                            |
| Kyūshū        | Roasso Kumamoto            | J2   | Präfektur Kumamoto / Kumamoto (EGAO Kenko Stadium) | 2008              | 2006                            |
| Kyūshū        | Ōita Trinita               | J2   | Präfektur Ōita / Ōita, Beppu, Saiki und Umland (Ōita Bank Dome) | 1999              |                                 |
| Kyūshū        | Tegevajaro Miyazaki        | J3   | Präfektur Miyazaki / Miyazaki, Shintomi, Saito (Miyazaki) (Unilever Stadium Shintomi) | 2021              | 2019                            |
| Kyūshū        | Kagoshima United FC        | J3   | Präfektur Kagoshima / Kagoshima (Kagoshima Kamoike Stadium) | 2016              | 2015                            |
| Kyūshū        | FC Ryūkyū                  | J2   | Präfektur Okinawa / Okinawa und Umland (Okinawa Athletic Stadium) | 2014              | 2013                            |

#### Ehemalige Vollmitglieder
| Name des Vereins | Präfektur / Heimatort(e) (Heimstadion) | Mitglied von/bis |
| ---------------- | --- | ---------------- |
| Yokohama Flügels | Präfektur Kanagawa／Yokohama, Präfekturen Nagasaki、Kumamoto、Kagoshima (Mitsuzawa Football Stadium, International Stadium Yokohama, Nagasaki Athletic Stadium, Suizenyi Stadium, Kagoshima Kamoike Stadium) | 1991–1998        |

Anmerkungen
1. 1 2 3 4  Die drei Präfekturen waren von 1992 bis 1995 als "besonderes Aktivitätsgebiet" des Vereins gekennzeichnet und damit dem Heimatort annähernd gleichgestellt.

### J.-League-Hundertjahrplan-Vereine
Kursiv: Status suspendiert bis Ende Juni 2022
| Region  | Name des Vereins     | aktuelle Spielklasse       | Präfektur / Heimatort(e) (Heimstadion)                                                 | Hundertjahrplan- Verein seit | J3-Lizenz |
| ------- | -------------------- | -------------------------- | -------------------------------------------------------------------------------------- | ---------------------------- | --------- |
| Tōhoku  | ReinMeer Aomori FC   | Japan Football League      | Präfektur Aomori / Aomori (Aoimori Stadium)                                            | 2019                         | ja        |
| Tōhoku  | Cobaltore Onagawa    | Tōhoku-Regionalliga Div. 1 | Präfektur Miyagi / Onagawa (Onagawa Stadium)                                           | 2022                         | nein      |
| Kantō   | Tochigi City FC      | Kantō-Regionalliga Div. 1  | Präfektur Tochigi / Tochigi (Leichtathletik-Stadion im Tochigi City Sports Park)       | 2014                         | nein      |
| Kantō   | Vonds Ichihara       | Kantō-Regionalliga Div. 1  | Präfektur Chiba / Ichihara (Ichihara Seaside Stadium)                                  | 2020                         | nein      |
| Kantō   | Nankatsu SC          | Kantō-Regionalliga Div. 1  | Präfektur Tokio / Bezirk Katsushika, Tokio noch nicht bekannt                          | 2020                         | nein      |
| Kantō   | Criacao Shinjuku     | Japan Football League      | Präfektur Tokio / Bezirk Shinjuku, Tokio noch nicht bekannt                            | 2021                         | nein      |
| Kantō   | Tokyo 23 FC          | Kantō-Regionalliga Div. 1  | Präfektur Tokio / Bezirk Edogawa, Tokio noch nicht bekannt                             | 2022                         | nein      |
| Tōkai   | Veertien Mie         | Japan Football League      | Präfektur Mie / Kuwana und Yokkaichi (Leichtathletikstadion im Sportpark Tōin)         | 2020                         | ja        |
| Tōkai   | Suzuka Point Getters | Japan Football League      | Präfektur Mie / Suzuka (Leichtathletikstadion im Ishigakiike-Sportpark)                | 2021                         | ja        |
| Shikoku | Kōchi United SC      | Japan Football League      | Präfektur Kōchi / Kōchi und Umland (Leichtathletikstadiom im Kōchi Haruno Sports Park) | 2022                         | nein      |
| Kyūshū  | Verspah Ōita         | Japan Football League      | Präfektur Ōita / Beppu und Yufu (Rugby-/Soccer-Feld A im Ōita Sports Park)             | 2021                         | nein      |
| Kyūshū  | Okinawa SV           | Kyūshū-Regionalliga        | Präfektur Okinawa / Uruma, Tomigusuku, Okinawa noch nicht bekannt                      | 2022                         | nein      |

#### Ehemalige Hundertjahrplan-Vereine
| Name des Vereins        | Präfektur / Heimatort(e) (Heimstadion)                        | Status von/bis | Bemerkungen                                       |
| ----------------------- | ------------------------------------------------------------- | -------------- | ------------------------------------------------- |
| tonan Maebashi          | Präfektur Gunma／Maebashi (Maebashi Athletic Stadium)         | 2013–2019      | Freiwillige Rückgabe des Status                   |
| Tōkyō Musashino City FC | Präfektur Tokio / Musashino (Leichtathletikstadion Musashino) | 2016–2020      | Freiwillige Rückgabe des Status zum 31. Juli 2020 |